# Next Generation Big Band
Next Generation Big Band är ett prisbelönt ungdomsstorband kopplat till Vara konserthus. Bandet består av ungdomar upp till 23 års ålder från Västra Götalandsregionen och är en del av Vara konserthus uppdrag från regionen att sprida och gynna storbandsutvecklingen på lång sikt. De är tätt sammankopplade med Bohuslän Big Band som agerar mentorer och driver flera projekt tillsammans med Next Generation Big Band. Next Generation Big Band har vunnit SM för ungdomsstorband vid Blue House Youth Jazz Festival på konserthuset i Stockholm tre gånger. 